# Кінець історії та остання людина
«Кінець історії та остання людина» (англ. The End of History and the Last Man — перша книга американського філософа і політолога Френсіса Фукуями. Була випущена в 1992 році видавництвом Free Press. Публікації книги передувала поява в журналі The National Interest есе «Кінець історії?» (1989), яка набула широкого резонансу в ЗМІ та науковій пресі. У книзі «Кінець історії та остання людина» Фукуяма продовжує лінію попереднього есе і стверджує, що поширення в світі ліберальної демократії західного зразка свідчить про кінцеву точку соціокультурної еволюції людства та формування остаточної форми урядів. У поданні Фукуями кінець історії, однак, не означає кінець подієвої історії, але означає кінець століття ідеологічних протистоянь, глобальних революцій і воєн, а разом з ними — кінець мистецтва та філософії.
Фукуяма прямо вказує на те, що не є автором концепції «кінця історії», а лише продовжує розвиток ідей, основа яких була закладена Георгом Гегелем, а потім отримали розвиток в роботах Карла Маркса і Олександра Кожева.
Книгу «Кінець історії та остання людина», яку в наступні роки було перекладено на понад двадцять мов, інтенсивно критикували як в науковій пресі, так і в публіцистиці. Більшість рецензентів вказувало на ідейну заангажованість автора, крайню прихильність ідеям ліберальної демократії, вибірковість в оцінці подій і виборі фактів, а також недооцінку значущості рухів, що набирали силу відкрито протистояти поширенню ліберальної демократії, як ісламський фундаменталізм.
Френсіс Фукуяма брав активну участь у полеміці, що розгорнулася після випуску книги, послідовно відстоюючи свої позиції, але в наступних роботах поступово переглянув раніше викладені погляди.

## Стаття в The National Interest
Кінець 1980-х років був відзначений дестабілізацією другого полюса сили в існуючому на той момент біполярному політичному світі. У центрально-європейських країнах соцтабору, сателітах Радянського Союзу, на зміну напівтоталітарним, прорадянським режимам на хвилі широких народних рухів прийшли уряди, що орієнтувалися на демократичні цінності. Революційні перетворення в соцтаборі і «перебудова» в самому Радянському Союзі стали несподіваним сюрпризом для західних інтелектуалів, які до початку 1980-х років скептично оцінювали шанси США на перемогу в «холодній війні» і на перетворення Америки в світового гегемона. Такими настроями, наприклад, були пройняті роботи «Після гегемонії» Роберта О. Кеохейна та «Зліт і падіння великих держав» Пола Кеннеді..
Опублікована в журналі The National Interest влітку 1989 року стаття Френсіса Фукуями «Кінець історії?» стала не тільки вагомим контрапунктом в полеміці про долю США, але і впевненою, рішучою заявою про те, що ідеологічна боротьба завершена, і США з їх ліберальними цінностями в цьому протистоянні здобули перемогу. За словами Френсіса Фукуями:
«Цей тріумф Заходу, тріумф західної ідеї, проявляється насамперед у повному виснаженні колись життєздатних альтернатив західному лібералізму. Те, що спостерігається нині - це, можливо, не просто закінчення холодної війни або завершення якогось періоду всесвітньої історії, але кінець історії як такої; інакше кажучи, це фінальна точка ідеологічної еволюції людства і універсалізація ліберальної демократії Заходу як остаточної форми уряду в людському суспільстві.»
Стаття молодого вченого отримала широкий резонанс. Незабаром після публікації в The National Interest вона передруковувалася в інших виданнях, а також ряд аналітичних статей та інтерв'ю з Фукуямою, які з'явилися в The New York Times, Houston Chronicle, Time, Harper's Magazine, Esprit, London Review of Books, The Chronicle of Higher Education, Nature, The Economist, The Professional Geographer, Current History і навіть Opera News.
Отриманий від видавництва шестизначний гонорар за книгу дав можливість Френсісу Фукуямі залишити державну службу і приступити до написання роботи, яка відразу після виходу в світ обезсмертити його ім'я.

## Основні положення книги
Перша частина книги відкривається дослідженням історичного песимізму нашого часу, закономірного результату світових воєн, геноциду і тоталітаризму, характерних для XX століття. Події, що припали на долю людства, підірвали не тільки притаманну XIX століття віру в науковий прогрес, який йде тільки на благо цивілізації, але і всі уявлення про спрямованість та перервність універсальної історії. Проте, Фукуяма задається питанням, наскільки виправданий наш песимізм, і простежує глибоку кризу авторитаризму, характерний для останніх десятиліть, і все більш впевнену ходу ліберальної демократії:
«Людство наближається до кінця тисячоліття, і кризи-близнюки авторитаризму і соціалістичного централізованого планування залишили на рингу змагання потенційно універсальних ідеологій тільки одного учасника: ліберальну демократію, вчення про особисту свободу і суверенітет народу.»
Її сприймає все більше число країн, в той час як її критики не в змозі запропонувати послідовну альтернативу. Вона перевершила і знекровила всіх серйозних політичних супротивників, давши гарантії, що є кульмінацією в історії людства. Розглядаючи в історичному контексті авторитарні режими XX століття, Фукуяма приходить до висновку, що
«... ключовою слабкістю, яка врешті-решт і обрушила ці сильні держави, була нездатність до легітимності - тобто криза на рівні ідей ...»
У II і III частинах книги Фукуяма дає два самостійні, доповнюючі один одного, нариси універсальної історії, яка, на його думку, свідчить про логічний фінал людської еволюції з настанням загальної перемоги ліберальної демократії. У першому нарисі, підкреслюючи загальний характер сучасних природних і технічних наук, автор зосереджується на імперативі економічного розвитку. Суспільство, яке прагне до процвітання або просто захищає свою незалежність від технічно більш розвинених держав, змушене вступити на той же шлях модернізації. Хоча комуністичне планування з центру начебто пропонує альтернативний шлях західній індустріалізації, ця модель виявилася абсолютно неадекватною в умовах постіндустріальної економіки. Таким чином, на противагу Марксу, логіка економічного розвитку веде до краху соціалізму і тріумфу капіталізму.
На думку Фукуями, крім прагнення до свободи, іншою рушійною силою історії є потреба визнання. Прагнення того, щоб оточуючі визнали її людську гідність, спочатку допомогло людині не тільки подолати в собі простий тваринний первень, але і дозволило ризикувати своїм життям в боях. У свою чергу, це призвело до поділу на панів і рабів. Однак таке аристократичне правління не змогло задовольнити прагнення до визнання як рабів, так і панів. Протиріччя, які породжує боротьба за визнання, можуть бути ліквідовані лише за допомогою держави, заснованої на загальному і взаємному визнанні прав кожного громадянина.
Хоча головна тема останньої частини — безперервний тріумф ліберальної демократії та її принципів, автор цим не обмежується. Він не тільки визнає тенденцію до утвердження культурної самобутності, а й доходить висновку, що «лібералізм повинен домогтися успіху, незважаючи на свої принципи», а політична модернізація «вимагає збереження чогось несучасного». Більш того, існує ймовірність, що, незважаючи «на очевидну відсутність у даний час будь-якої альтернативи демократії, деякі нові авторитарні альтернативи, раніше невідомі історії, зможуть утвердитися в майбутньому».
Частина V безпосередньо присвячена питанню, чи дійсно ліберальна демократія повністю задовільняє прагнення людини до визнання і, таким чином, безумовно є кінцевим пунктом людської історії. Хоча, як вважає Ф. Фукуяма, «ліберальна демократія є найкращим вирішенням людської проблеми», він також доходить висновку, що їй притаманний ряд внутрішніх «протиріч», через які вона може зазнати руйнування. Це і тертя між свободою і рівністю, що відкривають можливості атаки на демократію з боку лівих; вони не забезпечують рівного визнання меншин і бідних. І тривалий шлях ліберальної демократії, який руйнує релігійні та інші доліберальні погляди, важливі в суспільному житті і від яких вона в кінцевому рахунку залежить. І, нарешті, нездатність суспільства, заснованого на свободі та рівності, забезпечити простір для прагнення до вищості. Фукуяма вважає, що це останнє протиріччя — найсерйозніше з усіх. У зв'язку з цим він використовує ніцшеанське поняття «останньої людини», або постісторичної людини юрби, яка ні в що не вірить і нічого не визнає, крім свого комфорту, і яка втратила здатність бути побожною. Головне побоювання у Фукуями викликає не ця «остання людина», а те, що ліберальна демократія може бути зруйнована через нездатність стримати прагнення людини до боротьби. Якщо ліберальна демократія здобуде повсюдну перемогу, то тоді і людина "буде боротися проти самої причини. Вона буде боротися заради самої боротьби. Іншими словами, люди будуть боротися просто від нудьги, вони не уявляють собі життя в світі без боротьби ". В остаточному підсумку Фукуяма доходить висновку, що задоволення може принести не тільки ліберальна демократія, і тому «ті, хто залишився незадоволеними, завжди зможуть відновити хід історії».

## Співзвуччя зовнішньополітичному курсу США
Як відзначав Тод Ліндберг (редактор журналу Policy Review), концепція «кінця історії» мала великий вплив на формування зовнішньополітичного курсу Джорджа Буша-молодшого. За висловом професора Кеннета Андерсона, «Кінець історії» фактично став «канонічним текстом» «молодих» неоконсерваторів, оскільки був співзвучний основній меті їх зовнішньої політики — активному просуванню демократії західного стилю і вільного ринку по всьому світу.
Президент фонду «Євразія» Чарльз Майнес в статті 1999 року поставив в один ряд «кінець історії» і тріумф ринкової економіки:
«Американська зовнішня політика минулі шість років, по суті, була фукуямівського типу. І урядовці, і ЗМІ вслід за ним вважали, що будь-який уряд, який не прямує єдиним шляхом розвитку, приєднається до купи попелу історії. З кінцем комунізму не залишилося ні однієї концептуальної альтернативи. Крім того, сили глобальної економіки були нездоланні. Економічна реформа призвела до політичної реформи. Вільна торгівля, ринки і рух капіталу демократизували б фактично кожну країну в світі».''
Сам Фукуяма визнавав, що його погляди і відмінності від них політики адміністрації Буша були досить точно викладені дослідником Кеном Джоуіттом, який писав:
«Спочатку, нехай і в неявній формі, адміністрація Буша підписалася під тезою про" кінець історії ", в якому йдеться, що "інший" світ більш-менш природним шляхом зробиться схожим на Захід взагалі і на Сполучені Штати зокрема. Події 11 вересня багато що змінили. Після них адміністрація Буша дійшла висновку, що історичний прогноз Фукуями має надто пасивний характер. Фукуяма недостатньо уважний до важелів історичних змін. Історія, згідно з висновками адміністрації Буша, потребує свідомої організації, лідерства і напрямку. За найбільшою іронією, визначення адміністрацією Буша зміни режимів як ключового компонента її антитерористичної політики, відповідно прагненню до побудови демократичного капіталістичного світу, призвело до виникнення активної "леніністской" зовнішньої політики замість пасивної "марксистської" соціальної телеології Фукуями».

## Критика і відповідь на критику
Відразу після виходу з друку книга «Кінець історії та остання людина» викликала величезну хвилю рецензій та відповідних публікацій, ставши одним з найвпливовіших творів 90-х років XX століття. «[Френсіс Фукуяма] придумав теорію і помітну фразу, які перетворили його в інтелектуальну рок-зірку, — писала журналістка Сара Бакстер. — Стаття, надрукована в маленькому журналі невеликим тиражем, буквально наелектризувала весь академічний світ. Його роздуми вилилися в книгу, що стала глобальним бестселером».
Відзначаючи причини такої популярності, деякі дослідники вказували на збіг місця та часу публікації як на основний фактор.
«Колосальний інтерес до фукуямівського есе мав як політичні, так і культурні причини. До числа перших відноситься "революція" в Східній Європі, — писав провідний науковий співробітник Інституту філософії Російської академії наук, професор В.С.Малахов.. — Стрімке витіснення марксистсько-ленінської ідеології „новим мисленням“ і ще більш стрімкий розпад соціалістичного табору був шоком, причому для аналітиків не меншим, ніж для простих, не досвідчених в політичних прогнозах, громадян. У цій ситуації розгубленості есе Фукуями ніби стягнуло на себе політико-ідеологічний дискурс, запропонувавши і втішну для західного рецензента експлікативную модель, і метафору зі значним сугестивним зарядом, що чимало сприяло „інтелектуальному“ освоєння того, що сталося».
Як і у випадку зі статтею «Кінець історії?», відгуки, що надійшли від прихильників різних політичних поглядів, були в основному різко негативними. Так, американський фахівець в області політичної теорії Джон Дюн назвав «Кінець історії» «дитячим твором», написаним у «найгірших традиціях студентських семестрових робіт». Фукуяма тричі виступав з відповіддю на критику: перший раз — у відповідь на критику статті в The National Interest, другий і третій — з нагоди п'ятиріччя та десятирічної річниці з часу виходу статті. У рецензіях-відповідях він вказував на те, що в більшості випадків негативна реакція викликана або неуважним прочитанням книги, або нерозумінням того, що в ній викладено.
«…Баєчки про кінець історії, про кінець великих ідеологій, про те, що минула ера націй і національних культур, про те, що знайдено рецепти світовлаштування для всіх, — усі ці ідеї придумали, для власної втіхи та напоумлення нерозумних, ті, хто вже пройшов свою історичну дистанцію і гадає, що цього досить для всіх. І розписалися за всіх. Про кінець історії вони не спитали ні в “тигрів визволення Таміл-Іламу”, ні у венесуельських партизанів, ні у моджахедів, ні у корейців — північних чи південних, ні у палестинців або китайців. Про кінець великих ідеологій не спитали у мусульманських фундаменталістів, — а фундаменталізм — це швидше політична ідеологія під релігійним плащем, і вона має абсолютну владу над мільйонами людей. Про кінець націй і національних культур не спитали ні в японців, ні в поляків, ні у французів, ні у нас з вами. Про рецепти світовлаштування ж і питати не годиться, бо то знання езотеричне. А насправді історія триває і триватиме, і в неї завжди попереду більше, ніж позаду. І в розумінні обсягу історичного часу, і в розумінні його насиченості» 
(Іван Дзюба)